# Liste von Gewerkschaften in der Schweiz
Der Schweizerische Gewerkschaftsbund (SGB) besteht aus diesen Gewerkschaften:
- Unia hervorgegangen aus:
  - Gewerkschaft Industrie, Gewerbe, Dienstleistungen (SMUV)
  - Gewerkschaft Bau & Industrie (GBI)
  - Gewerkschaft Verkauf Handel Transport Lebensmittel (VHTL)
  - unia – Dienstleistungsgewerkschaft
- syndicom hervorgegangen aus:
  - Comedia
  - Gewerkschaft Kommunikation (GeKo)
- Gewerkschaft des Verkehrspersonals (SEV)
- Schweizer Syndikat Medienschaffender (SSM)
- VPOD – Schweizerischer Verband des Personals öffentlicher Dienste
- garaNto
- Schweizerischer Musikerverband (SMV)
- Verband Seidenbeuteltuchweber (SVSW)
- Schweizer Berufsverband Soziale Arbeit (SBS)
- kapers – Vereinigung des Kabinenpersonals
- Personalverband des Bundes (PVB)
- Schweizerischer Bankpersonalverband (SBPV)
- Nautilus International
- Schweizerischer Musikpädagogischer Verband (SMPV)
- New Wood
- Schweizerischer Bühnenkünstlerverband (SBKV)
- Syndicat interprofessionnel de travailleuses et travailleurs (SIT)

Die Travail.Suisse entstand aus dem Zusammenschluss folgender Dachorganisationen:
- Christlichnationaler Gewerkschaftsbund der Schweiz (CNG)
- Vereinigung schweizerischer Angestelltenverbände (VSA)

Der Dachorganisation Travail.Suisse gehören folgende Arbeitnehmerorganisationen an:
- interprofessionelle Gewerkschaft Syna hervorgegangen aus:
  - Christlicher Holz- und Bauarbeiterverband (CHB)
  - Christliche Gewerkschaft für Industrie, Handel und Gewerbe (CMV)
  - Schweizerische Grafische Gewerkschaft (SGG)
  - Landesverband Freier Schweizer Arbeitnehmer (LFSA)
  - Verband des christlichen Staats- und Gemeindepersonals (VCHP)

- Hotel & Gastro Union
- transfair – der Personalverband des Service Public
- Organizzazione cristiano-sociale ticinese (OCST)
- Syndicats chrétiens interprofessionnels du Valais (SCIV)
- Verband der Fachhochschuldozierenden Schweiz (FH-CH)
- Personalverband fedpol
- Angestellte Drogisten Suisse
- Verband der Ungarischen Christlichen Arbeitnehmer der Schweiz (VUCAS)
- Association romande des logopédistes diplômés (ARLD)

Die  Allianz der Angestellten- und Berufsverbände die plattform setzt sich für Berufsleute in Dienstleistung- und Wissensberufen ein. Sie umfasst rund 80'000 Mitglieder in sechs Verbänden. Ihr gehören folgende Verbände an:
- Angestellte Schweiz
- Kaufmännischer Verband Schweiz
- Swissaccounting
- Swissleaders
- Swissengineering
- SalesSwiss

## Weitere Arbeitnehmendenverbände
- Freie Arbeiter*innen Union Schweiz (FAU) anarchosyndikalistische Basisgewerkschaft
- Schweizerischer Papier- und Kartonarbeitnehmerverband (SPV)
- Sindicati.ch – Südschweizer Basisgewerkschaftlicher Verband
- Verband Schweizer Lokomotivführer und Anwärter (VSLF)
- Industrial Workers of the World - Regionalgruppe Jura Alpen Mittelland (IWW JAM)
- Zentralverband Staats- und Gemeindepersonal der Schweiz

## Ehemalige Gewerkschaften
- Schweizerischer Lehrerinnenverein (historisch)
- Schweizerischer Verband evangelischer Arbeitnehmerinnen und Arbeitnehmer (SVEA) (1920–1993)
- Verband Schweizerischer Angestelltenvereine der Maschinen- und Elektroindustrie (VSAM)